# 退院請求
退院請求（たいいんせいきゅう）とは、精神科入院中の患者またはその保護者が、入院を不服として、都道府県知事に対して、精神科病院の管理者に、その患者を退院させるように命じるよう請求する制度。（精神保健福祉法第38条の4）
措置入院、緊急措置入院、応急入院、医療保護入院の患者が行うことが想定されているが、任意入院でも請求の手続きを行うことはできる。なお、医療観察法の入院は、この制度の対象外となっている。

## 退院請求の実態
2010年に愛知県精神医療審査会が認めた退院請求は0件である。(出典　愛知県精神保健福祉センターの回答)